# Calycopis vitruvia
Espèce
Calycopis vitruvia est un papillon de la famille des Lycaenidae, de la sous-famille des Theclinae et du genre Calycopis.

## Dénomination
Calycopis vitruvia a été décrit par William Chapman Hewitson en 1877 sous le nom initial de Thecla vitruvia.
Synonyme : Thecla fortuna Druce, 1907.

## Description
Calycopis vitruvia est un petit papillon aux antennes cerclées de blanc et noir, avec deux fines queues, une longue et une courte à chaque aile postérieure. Le dessus de couleur bleu foncé presque noir.
Le revers est marron foncé.

## Écologie et distribution
Calycopis vitruvia réside au Brésil et au Pérou,.

### Protection
Pas de statut de protection particulier.